# Aeropuerto Internacional de Singapur
El Aeropuerto Internacional de Singapur, también conocido como Aeropuerto Internacional Changi o simplemente Aeropuerto Changi (IATA: SIN, OACI :WSSS) (Malayo: Lapangan Terbang Changi Singapura, Chino simplificado: 新加坡樟宜机场, Pinyin: Xīnjiāpō Zhāngyí Jīchǎng, Tamil: சிங்கப்பூர் சாங்கி விமானநிலையம) es el aeropuerto que sirve a la ciudad estado de Singapur y es uno de los mayores aeropuertos asiáticos en cuanto a movimiento. Se encuentra ubicado en Changi, a 20 km de la zona comercial de la ciudad y menos de 5 km del centro regional de Tampines.
El aeropuerto es operado por la Civil Aviation Authority of Singapore y es el hub principal para Singapore Airlines, Singapore Airlines Cargo, SilkAir, Tiger Airways, Valuair, y Jett8 Airlines Cargo y un importante hub para Garuda Indonesia y Qantas. A junio de 2007 había alrededor de 4200 vuelos semanales operados por 81 aerolíneas a más de 185 destinos en 58 países y en el mismo año 36,7 millones de pasajeros lo utilizaron, convirtiéndolo en el 22.º aeropuerto más ocupado en el mundo y el 6.º en Asia.

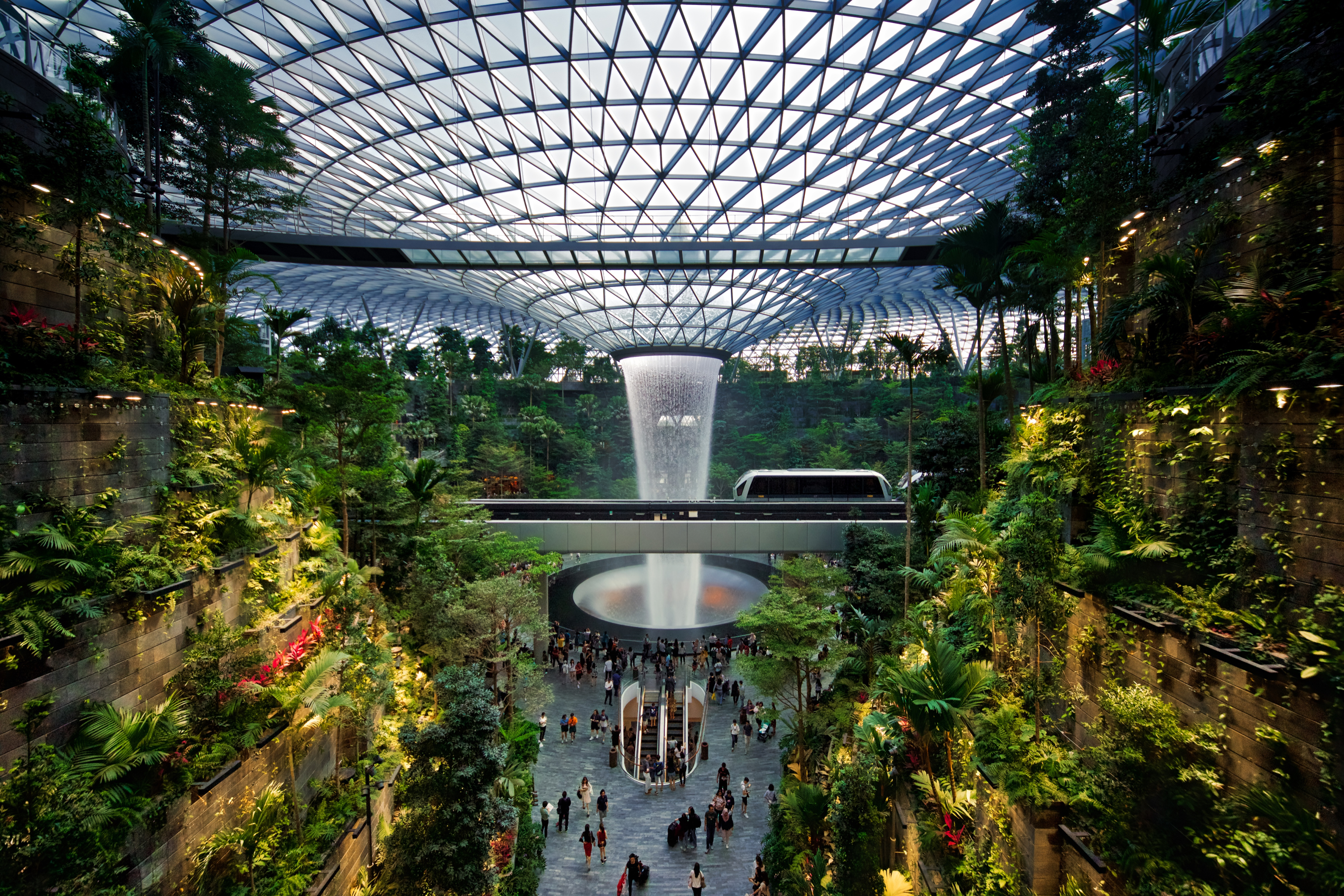
Terminal internacional del aeropuerto. Incluye una cascada que nace desde el techo de la terminal.

Desde su apertura en 1981, el aeropuerto ha mantenido una excelente imagen en cuanto a servicios ofrecidos por este, ganando 280 premios en el período 1997-2007 y 19 premios al mejor aeropuerto solo en el 2007. Actualmente está clasificado como el Mejor Aeropuerto del Mundo por Skytrax, el primer aeropuerto del mundo en hacerlo durante ocho años consecutivos. También ha sido calificado como uno de los aeropuertos más limpios del mundo y como aeropuertos internacionales de tránsito altamente calificados.

## Aerolíneas y destinos
| Ciudades por países | Nombre del aeropuerto                                 | Aerolíneas                                                                                                | Aeronaves                                             | Frecuencias semanales |        |
| África              | África                                                | África | África                                                | África                | África |
| ------------------- | ----------------------------------------------------- | --- | ----------------------------------------------------- | --------------------- | ------ |
| Etiopía             |                                                       | |                                                       |                       |        |
| Adís Abeba          | Aeropuerto Internacional Bole                         | Ethiopian                                                                                                 |                                                       |                       |        |
| Mauricio            |                                                       | |                                                       |                       |        |
| Port Louis          | Aeropuerto Internacional Sir Seewoosagur Ramgoolam    | Air Mauritius                                                                                             | A3xx                                                  |                       |        |
| Sudáfrica           |                                                       | |                                                       |                       |        |
| Ciudad del Cabo     | Aeropuerto Internacional de Ciudad del Cabo           | Singapore Airlines                                                                                        |                                                       |                       |        |
| Johannesburgo       | Aeropuerto Internacional de Johannesburgo             | Singapore Airlines                                                                                        |                                                       |                       |        |
| Norteamérica        |                                                       | |                                                       |                       |        |
| Estados Unidos      |                                                       | |                                                       |                       |        |
| Houston             | Aeropuerto Intercontinental George Bush               | Singapore Airlines (Vía MAN)                                                                              | A350-941                                              |                       |        |
| Los Ángeles         | Aeropuerto Internacional de Los Ángeles               | Singapore Airlines (Vía NRT o ICN)                                                                        |                                                       |                       |        |
| Nueva York          | Aeropuerto Internacional Libertad de Newark           | Singapore Airlines                                                                                        |                                                       |                       |        |
| Nueva York          | Aeropuerto Internacional John F. Kennedy              | Singapore Airlines (Via FRA)                                                                              |                                                       |                       |        |
| San Francisco       | Aeropuerto Internacional de San Francisco             | Singapore Airlines United Airlines                                                                        |                                                       |                       |        |
| Seattle             | Aeropuerto Internacional de Seattle-Tacoma            | Singapore Airlines                                                                                        |                                                       |                       |        |
| Asia                |                                                       | |                                                       |                       |        |
| Arabia Saudita      |                                                       | |                                                       |                       |        |
| Yeda                | Aeropuerto Internacional Rey Abdulaziz                | Saudia Scoot                                                                                              |                                                       |                       |        |
| Bangladés           |                                                       | |                                                       |                       |        |
| Daca                | Aeropuerto Internacional de Daca-Hazrat Shahjalal     | Biman Bangladesh Airlines Singapore Airlines                                                              |                                                       |                       |        |
| Birmania            |                                                       | |                                                       |                       |        |
| Mandalay            | Aeropuerto Internacional de Mandalay                  | Silk Air                                                                                                  |                                                       |                       |        |
| Rangún              | Aeropuerto Internacional de Rangún                    | Myanmar Airways International Myanmar National Airlines Singapore Airlines                                |                                                       |                       |        |
| Bután               |                                                       | |                                                       |                       |        |
| Paro                | Aeropuerto Internacional de Paro                      | Druk Air                                                                                                  |                                                       |                       |        |
| Brunéi              |                                                       | |                                                       |                       |        |
| Bandar Seri Begawan | Aeropuerto Internacional de Brunéi                    | Royal Brunei Airlines Singapore Airlines                                                                  |                                                       |                       |        |
| Camboya             |                                                       | |                                                       |                       |        |
| Nom Pen             | Aeropuerto Internacional de Nom Pen                   | Silk Air                                                                                                  |                                                       |                       |        |
| Siem Riep           | Aeropuerto Internacional de Angkor                    | Silk Air                                                                                                  |                                                       |                       |        |
| China               |                                                       | |                                                       |                       |        |
| Changsha            | Aeropuerto Internacional de Changsha-Huanghua         | China Eastern Airlines Scoot Silk Air                                                                     |                                                       |                       |        |
| Chengdú             | Aeropuerto Internacional de Chengdú-Shuangliu         | Air China Silk Air                                                                                        |                                                       |                       |        |
| Chongqing           | Aeropuerto Internacional de Chongqing-Jiangbei        | Chongqing Airlines Silk Air                                                                               | A3xx                                                  |                       |        |
| Fuzhou              | Aeropuerto Internacional de Fuzhou                    | Scoot Xiamen Airlines                                                                                     |                                                       |                       |        |
| Guangzhou           | Aeropuerto Internacional de Cantón-Baiyun             | China Southern Airlines Scoot Singapore Airlines                                                          |                                                       |                       |        |
| Haikou              | Aeropuerto Internacional de Haikou-Meilan             | Hainan Airlines Scoot                                                                                     |                                                       |                       |        |
| Hangzhou            | Aeropuerto Internacional Xiaoshan                     | Air China Hebei Airlines Scoot Silk Air Xiamen Airlines                                                   |                                                       |                       |        |
| Harbin              | Aeropuerto Internacional de Harbin-Taiping            | Scoot |                                                       |                       |        |
| Jinan               | Aeropuerto Internacional de Jinan-Yaoqiang            | Scoot |                                                       |                       |        |
| Kunming             | Aeropuerto Internacional de Kunming-Changshui         | China Eastern Airlines Scoot Silk Air                                                                     |                                                       |                       |        |
| Nanchang            | Aeropuerto Internacional de Nanchang Changbei         | Scoot |                                                       |                       |        |
| Nankín              | Aeropuerto Internacional de Nankín-Lukou              | Scoot |                                                       |                       |        |
| Nanning             | Aeropuerto Internacional de Nanning-Wuxu              | GX Airlines Scoot                                                                                         |                                                       |                       |        |
| Pekín               | Aeropuerto Internacional de Pekín-Daxing              | Air China Singapore Airlines                                                                              |                                                       |                       |        |
| Qingdao             | Aeropuerto Internacional de Qingdao                   | Scoot |                                                       |                       |        |
| Quanzhou            | Aeropuerto Internacional de Quanzhou Jinjiang         | China Eastern Airlines Silk Air                                                                           |                                                       |                       |        |
| Shanghái            | Aeropuerto Internacional Pudong                       | China Eastern Airlines Juneyao Airlines Singapore Airlines                                                |                                                       |                       |        |
| Shenzhen            | Aeropuerto Internacional de Shenzhen-Bao'an           | Shenzhen Airlines Silk Air                                                                                |                                                       |                       |        |
| Shenyang            | Aeropuerto Internacional Taoxian                      | Scoot |                                                       |                       |        |
| Taiyuan             | Aeropuerto Internacional de Taiyuan-Wusu              | Hainan Airlines                                                                                           |                                                       |                       |        |
| Tianjin             | Aeropuerto Internacional de Tianjín-Binhai            | Scoot |                                                       |                       |        |
| Wuhan               | Aeropuerto Internacional de Wuhan-Tianhe              | Silk Air                                                                                                  |                                                       |                       |        |
| Xiamen              | Aeropuerto Internacional de Xiamen-Gaoqi              | Silk Air Xiamen Airlines                                                                                  |                                                       |                       |        |
| Corea del Sur       |                                                       | |                                                       |                       |        |
| Busan               | Aeropuerto Internacional de Gimhae                    | Jeju Air                                                                                                  | B737                                                  |                       |        |
| Seúl                | Aeropuerto Internacional de Incheon                   | Asiana Airlines Korean Air Scoot Singapore Airlines                                                       |                                                       |                       |        |
| EAU                 |                                                       | |                                                       |                       |        |
| Abu Dabi            | Aeropuerto Internacional de Abu Dabi                  | Etihad Airways                                                                                            |                                                       |                       |        |
| Dubái               | Aeropuerto Internacional de Dubái                     | Emirates Singapore Airlines                                                                               |                                                       |                       |        |
| Filipinas           |                                                       | |                                                       |                       |        |
| Ángeles             | Aeropuerto Internacional de Clark                     | Cebu Pacific Air Scoot                                                                                    |                                                       |                       |        |
| Cebú                | Aeropuerto Internacional de Mactán-Cebú               | AirAsia Philippines Cebu Pacific Air Scoot Silk Air                                                       | A320-200                                              |                       |        |
| Dávao               | Aeropuerto Internacional Francisco Bangoy             | Cebu Pacific Air Silk Air                                                                                 |                                                       |                       |        |
| Iloílo              | Aeropuerto Internacional de Iloílo                    | Cebu Pacific Air                                                                                          |                                                       |                       |        |
| Manila              | Aeropuerto Internacional Ninoy Aquino                 | Cebu Pacific Air Philippine Airlines Scoot Singapore Airlines                                             | A330-343E                                             |                       |        |
| Hong Kong           |                                                       | |                                                       |                       |        |
| Hong Kong           | Aeropuerto Internacional de Hong Kong                 | Cathay Pacific Scoot Singapore Airlines United Airlines                                                   |                                                       |                       |        |
| India               |                                                       | |                                                       |                       |        |
| Ahmedabad           | Aeropuerto Internacional Sardar Vallabhbhai Patel     | Singapore Airlines                                                                                        |                                                       |                       |        |
| Amritsar            | Aeropuerto Internacional Sri Guru Ram Dass Jee        | Scoot |                                                       |                       |        |
| Bangalore           | Aeropuerto Internacional de Bangalore                 | Air India Express IndiGo Silk Air Singapore Airlines                                                      |                                                       |                       |        |
| Bombay              | Aeropuerto Internacional Chhatrapati Shivaji          | Air India IndiGo Singapore Airlines                                                                       | A32x A380-841, A350-941                               |                       |        |
| Calcuta             | Aeropuerto Internacional Netaji Subhash Chandra Bose  | IndiGo Singapore Airlines                                                                                 |                                                       |                       |        |
| Chennai             | Aeropuerto Internacional de Chennai                   | Air India Air India Express IndiGo Singapore Airlines                                                     |                                                       |                       |        |
| Cochín              | Aeropuerto Internacional de Cochin                    | Air India Express Silk Air                                                                                |                                                       |                       |        |
| Coimbatore          | Aeropuerto de Coimbatore                              | Air India Express Scoot Silk Air                                                                          |                                                       |                       |        |
| Delhi               | Aeropuerto Internacional Indira Gandhi                | Air India IndiGo Singapore Airlines                                                                       | B787-8 A32x A380-841, B787-10                         |                       |        |
| Guwahati            | Aeropuerto Internacional Lokpriya Gopinath Bordoloi   | Druk Air                                                                                                  |                                                       |                       |        |
| Hyderabad           | Aeropuerto Internacional Rajiv Gandhi                 | Scoot |                                                       |                       |        |
| Madurai             | Aeropuerto de Madurai                                 | Air India Express                                                                                         |                                                       |                       |        |
| Ranchi              | Aeropuerto Internacional Birsa Munda                  | Singapore Airlines                                                                                        |                                                       |                       |        |
| Thiruvananthapuram  | Aeropuerto Internacional de Trivandrum                | Silk Air                                                                                                  |                                                       |                       |        |
| Tiruchirappalli     | Aeropuerto Internacional de Tiruchirapalli            | Air India Express IndiGo Scoot                                                                            |                                                       |                       |        |
| Indonesia           |                                                       | |                                                       |                       |        |
| Balikpapan          | Aeropuerto Internacional Sultan Aji Muhammad Sulaiman | Scoot |                                                       |                       |        |
| Bandung             | Aeropuerto de Bandung                                 | Indonesia AirAsia Silk Air                                                                                | A32x                                                  |                       |        |
| Denpasar            | Aeropuerto Internacional Ngurah Rai                   | Garuda Indonesia Indonesia AirAsia Jetstar Airways KLM Scoot Singapore Airlines                           | A32x                                                  |                       |        |
| Lombok              | Aeropuerto Internacional de Lombok                    | Scoot |                                                       |                       |        |
| Macasar             | Aeropuerto Internacional de Macasar                   | Scoot |                                                       |                       |        |
| Manado              | Aeropuerto Internacional Sam Ratulangi                | Scoot Silk Air                                                                                            |                                                       |                       |        |
| Medan               | Aeropuerto Internacional Kuala Namu                   | Silk Air                                                                                                  |                                                       |                       |        |
| Semarang            | Aeropuerto Internacional Ahmad Yani                   | Indonesia AirAsia                                                                                         | A32x                                                  |                       |        |
| Surabaya            | Aeropuerto Internacional Juanda                       | Garuda Indonesia Indonesia AirAsia Scoot Singapore Airlines                                               | A32x                                                  |                       |        |
| Surakarta           | Aeropuerto de Surakarta                               | Indonesia AirAsia                                                                                         | A32x                                                  |                       |        |
| Yakarta             | Aeropuerto Internacional Soekarno-Hatta               | Batik Air Ethiopian Garuda Indonesia Indonesia AirAsia KLM Lion Air Scoot Singapore Airlines              | A32x                                                  |                       |        |
| Yogyakarta          | Aeropuerto de Yogyakarta                              | Indonesia AirAsia Silk Air                                                                                |                                                       |                       |        |
| Japón               |                                                       | |                                                       |                       |        |
| Fukuoka             | Aeropuerto de Fukuoka                                 | Singapore Airlines                                                                                        |                                                       |                       |        |
| Nagoya              | Aeropuerto Internacional Chūbu Centrair               | Singapore Airlines                                                                                        |                                                       |                       |        |
| Osaka               | Aeropuerto Internacional de Kansai                    | Scoot Singapore Airlines                                                                                  |                                                       |                       |        |
| Sapporo             | Nuevo Aeropuerto de Chitose                           | Scoot Singapore Airlines (Estacional)                                                                     |                                                       |                       |        |
| Tokio               | Aeropuerto Internacional de Haneda                    | All Nippon Airways Japan Airlines Singapore Airlines                                                      |                                                       |                       |        |
| Tokio               | Aeropuerto Internacional de Narita                    | All Nippon Airways Japan Airlines Scoot Singapore Airlines                                                |                                                       |                       |        |
| Laos                |                                                       | |                                                       |                       |        |
| Luang Prabang       | Aeropuerto Internacional de Luang Prabang             | Scoot |                                                       |                       |        |
| Vientián            | Aeropuerto Internacional Wattay                       | Lao Airlines                                                                                              |                                                       |                       |        |
| Macao               |                                                       | |                                                       |                       |        |
| Macao               | Aeropuerto Internacional de Macao                     | Scoot |                                                       |                       |        |
| Malasia             |                                                       | |                                                       |                       |        |
| Ipoh                | Aeropuerto de Ipoh                                    | AirAsia Firefly Scoot Tiger Airways                                                                       | A3xx                                                  |                       |        |
| Kota Bharu          | Aeropuerto de Sultan Ismail Petra                     | Scoot |                                                       |                       |        |
| Kota Kinabalu       | Aeropuerto Internacional de Kota Kinabalu             | AirAsia Scoot Silk Air                                                                                    | A3xx                                                  |                       |        |
| Kuala Lumpur        | Aeropuerto Internacional de Kuala Lumpur              | Air Mauritius AirAsia AirAsia X Ethiopian Malaysia Airlines Malindo Air Oman Air Scoot Singapore Airlines | A3xx A330-343*                                        |                       |        |
| Kuala Lumpur        | Aeropuerto Internacional Sultan Abdul Aziz Shah       | Firefly                                                                                                   |                                                       |                       |        |
| Kuantan             | Aeropuerto de Kuantan                                 | Firefly Scoot                                                                                             |                                                       |                       |        |
| Kuching             | Aeropuerto Internacional de Kuching                   | AirAsia Malaysia Airlines Scoot Silk Air                                                                  | A3xx                                                  |                       |        |
| Langkawi            | Aeropuerto Internacional de Langkawi                  | AirAsia Scoot Silk Air                                                                                    | A3xx                                                  |                       |        |
| Miri                | Aeropuerto de Miri                                    | AirAsia Malaysia Airlines                                                                                 | A3xx                                                  |                       |        |
| Penang              | Aeropuerto Internacional de Penang                    | AirAsia Emirates Scoot Silk Air                                                                           | A3xx                                                  |                       |        |
| Maldivas            |                                                       | |                                                       |                       |        |
| Malé                | Aeropuerto Internacional de Malé                      | Singapore Airlines                                                                                        |                                                       |                       |        |
| Mongolia            |                                                       | |                                                       |                       |        |
| Ulan Bator          | Aeropuerto Internacional Gengis Kan                   | MIAT Mongolian Airlines                                                                                   | B7x7                                                  |                       |        |
| Nepal               |                                                       | |                                                       |                       |        |
| Katmandú            | Aeropuerto Internacional de Katmandú                  | Silk Air                                                                                                  |                                                       |                       |        |
| Omán                |                                                       | |                                                       |                       |        |
| Mascate             | Aeropuerto Internacional de Mascate                   | Oman Air                                                                                                  |                                                       |                       |        |
| Catar               |                                                       | |                                                       |                       |        |
| Doha                | Aeropuerto Internacional Hamad                        | Qatar Airways                                                                                             |                                                       |                       |        |
| República de China  |                                                       | |                                                       |                       |        |
| Kaohsiung           | Aeropuerto Internacional de Kaohsiung                 | China Airlines Scoot                                                                                      |                                                       |                       |        |
| Taipéi              | Aeropuerto Internacional de Taiwán Taoyuan            | China Airlines EVA Air Scoot Singapore Airlines                                                           |                                                       |                       |        |
| Sri Lanka           |                                                       | |                                                       |                       |        |
| Colombo             | Aeropuerto Internacional Bandaranaike                 | Singapore Airlines SriLankan Airlines                                                                     | A3xx                                                  |                       |        |
| Tailandia           |                                                       | |                                                       |                       |        |
| Bangkok             | Aeropuerto Internacional Don Mueang                   | Scoot Thai AirAsia                                                                                        | A32x                                                  |                       |        |
| Bangkok             | Aeropuerto Internacional Suvarnabhumi                 | Bangkok Airways Cathay Pacific Druk Air Scoot Singapore Airlines Thai Airways                             | B787-10                                               |                       |        |
| Chiang Mai          | Aeropuerto de Chiang Mai                              | Silk Air Scoot                                                                                            |                                                       |                       |        |
| Hat Yai             | Aeropuerto Internacional de Hat Yai                   | Scoot |                                                       |                       |        |
| Ko Samui            | Aeropuerto de Koh Samui                               | Bangkok Airways Silk Air                                                                                  |                                                       |                       |        |
| Krabi               | Aeropuerto de Krabi                                   | Scoot Thai AirAsia                                                                                        | A32x                                                  |                       |        |
| Phuket              | Aeropuerto Internacional de Phuket                    | Scoot Silk Air Thai AirAsia                                                                               | A32x                                                  |                       |        |
| Timor Oriental      |                                                       | |                                                       |                       |        |
| Dili                | Aeropuerto Internacional Presidente Nicolau Lobato    | Air Timor operado por Druk Air                                                                            |                                                       |                       |        |
| Vietnam             |                                                       | |                                                       |                       |        |
| Ciudad Ho Chi Minh  | Aeropuerto Internacional de Tan Son Nhat              | Jetstar Pacific Airlines Scoot Singapore Airlines VietJet Air Vietnam Airlines                            | A32x A3xx                                             |                       |        |
| Đà Nẵng             | Aeropuerto Internacional de Đà Nẵng                   | Silk Air                                                                                                  |                                                       |                       |        |
| Hanói               | Aeropuerto Internacional de Nội Bài                   | Scoot Singapore Airlines Vietnam Airlines                                                                 |                                                       |                       |        |
| Phú Quốc            | Aeropuerto Internacional de Phú Quốc                  | Vietnam Airlines                                                                                          |                                                       |                       |        |
| Europa              |                                                       | |                                                       |                       |        |
| Alemania            |                                                       | |                                                       |                       |        |
| Berlín              |                                                       | Scoot |                                                       |                       |        |
| Düsseldorf          | Aeropuerto Internacional de Düsseldorf                | Singapore Airlines                                                                                        |                                                       |                       |        |
| Fráncfort del Meno  | Aeropuerto de Fráncfort del Meno                      | Lufthansa Singapore Airlines                                                                              | B747-830 A380-841, B777-312ER                         |                       |        |
| Múnich              | Aeropuerto de Múnich-Franz Josef Strauss              | Lufthansa Singapore Airlines                                                                              | A350-941                                              |                       |        |
| Dinamarca           |                                                       | |                                                       |                       |        |
| Copenhague          | Aeropuerto de Copenhague-Kastrup                      | Singapore Airlines                                                                                        |                                                       |                       |        |
| España              |                                                       | |                                                       |                       |        |
| Barcelona           | Aeropuerto Josep Tarradellas Barcelona-El Prat        | Singapore Airlines (Directo o Via MXP)                                                                    | A350-941                                              |                       |        |
| Finlandia           |                                                       | |                                                       |                       |        |
| Helsinki            | Aeropuerto de Helsinki-Vantaa                         | Finnair                                                                                                   | A3x0                                                  |                       |        |
| Francia             |                                                       | |                                                       |                       |        |
| París               | Aeropuerto de París-Charles de Gaulle                 | Air France Singapore Airlines                                                                             |                                                       |                       |        |
| Grecia              |                                                       | |                                                       |                       |        |
| Atenas              | Aeropuerto Internacional Eleftherios Venizelos        | Scoot |                                                       |                       |        |
| Italia              |                                                       | |                                                       |                       |        |
| Milán               | Aeropuerto de Milán-Malpensa                          | Singapore Airlines                                                                                        | A350-941                                              |                       |        |
| Roma                | Aeropuerto de Roma-Fiumicino                          | Singapore Airlines                                                                                        |                                                       |                       |        |
| Países Bajos        |                                                       | |                                                       |                       |        |
| Ámsterdam           | Aeropuerto de Ámsterdam-Schiphol                      | KLM Singapore Airlines                                                                                    |                                                       |                       |        |
| Polonia             |                                                       | |                                                       |                       |        |
| Varsovia            | Aeropuerto de Varsovia-Chopin                         | LOT Polish Airlines                                                                                       |                                                       |                       |        |
| Reino Unido         |                                                       | |                                                       |                       |        |
| Londres             | Aeropuerto de Londres-Heathrow                        | British Airways Qantas Singapore Airlines                                                                 | B787-9 A380-842 A380-841, B777-312ER                  |                       |        |
| Mánchester          | Aeropuerto de Mánchester                              | Singapore Airlines                                                                                        | A350-941                                              |                       |        |
| Rusia               |                                                       | |                                                       |                       |        |
| Moscú               | Aeropuerto Internacional de Moscú-Domodédovo          | Singapore Airlines                                                                                        |                                                       |                       |        |
| Suiza               |                                                       | |                                                       |                       |        |
| Zúrich              | Aeropuerto Internacional de Zúrich                    | Singapore Airlines Swiss                                                                                  |                                                       |                       |        |
| Turquía             |                                                       | |                                                       |                       |        |
| Estambul            | Aeropuerto de Estambul                                | Singapore Airlines Turkish Airlines                                                                       |                                                       |                       |        |
| Oceanía             |                                                       | |                                                       |                       |        |
| Australia           |                                                       | |                                                       |                       |        |
| Adelaida            | Aeropuerto Internacional de Adelaida                  | Singapore Airlines                                                                                        |                                                       |                       |        |
| Brisbane            | Aeropuerto de Brisbane                                | Singapore Airlines Qantas                                                                                 |                                                       |                       |        |
| Cairns              | Aeropuerto de Cairns                                  | Silk Air                                                                                                  |                                                       |                       |        |
| Canberra            | Aeropuerto de Canberra                                | Singapore Airlines                                                                                        |                                                       |                       |        |
| Darwin              | Aeropuerto Internacional de Darwin                    | Silk Air                                                                                                  |                                                       |                       |        |
| Gold Coast          | Aeropuerto de Gold Coast                              | Scoot |                                                       |                       |        |
| Melbourne           | Aeropuerto Internacional Tullamarine                  | Emirates Qantas Scoot Singapore Airlines                                                                  |                                                       |                       |        |
| Perth               | Aeropuerto de Perth                                   | Jetstar Airways Qantas Scoot Singapore Airlines                                                           |                                                       |                       |        |
| Sídney              | Aeropuerto Internacional Kingsford Smith              | British Airways Qantas Scoot Singapore Airlines                                                           | B787-9 A380-842 B787-9 A380-841, A350-941, B777-312ER |                       |        |
| Fiyi                |                                                       | |                                                       |                       |        |
| Nadi                | Aeropuerto Internacional de Nadi                      | Fiji Airways                                                                                              |                                                       |                       |        |
| Nueva Zelanda       |                                                       | |                                                       |                       |        |
| Auckland            | Aeropuerto Internacional de Auckland                  | Air New Zealand Singapore Airlines                                                                        |                                                       |                       |        |
| Christchurch        | Aeropuerto Internacional de Christchurch              | Air New Zealand (Estacional) Singapore Airlines                                                           | B7x7                                                  |                       |        |
| Wellington          | Aeropuerto Internacional de Wellington                | Singapore Airlines                                                                                        |                                                       |                       |        |
| Papúa Nueva Guinea  |                                                       | |                                                       |                       |        |
| Port Moresby        | Aeropuerto Internacional de Jacksons                  | Air Niugini                                                                                               |                                                       |                       |        |

### Centro de Carga
- Air Hong Kong (Hong Kong)
- Asiana Cargo (Seúl-Incheon)
- Cargolux (Auckland, Bakú, Kuala Lumpur, Los Ángeles, Luxemburgo, Melbourne)
- Cathay Pacific Cargo (Hong Kong)
- China Airlines Cargo (Taipéi-Taoyuan)
- DHL Air
- Emirates SkyCargo (Bangalore, Dubái, Madrás)
- EVA Air Cargo (Taipéi-Taoyuan)
- FedEx Express (Anchorage, Cebú, Newark, Penang, Subic, Tokio-Narita, Yakarta)
- JAL Cargo (Tokio-Narita)
- Jett8 Airlines Cargo (Dubái, Hong Kong, Luxemburgo, Mánchester, Yakarta)
- KLM Cargo (Ámsterdam, Dubái, Kuala Lumpur, Penang)
- Korean Air Cargo (Seúl-Incheon)
- Lufthansa Cargo (Baréin, Colonia/Bonn, Leipzig, Nueva Delhi)
- Nippon Cargo Airlines (Osaka-Kansai, Tokio-Narita)
- NWA Cargo (Anchorage, Los Ángeles, Tokio-Narita, Wilmington)
- Republic Express Airlines
- Shanghai Airlines Cargo (Shanghái-Pudong)
- Singapore Airlines Cargo (Ver Singapore Airlines Cargo destinations (en inglés))
- Tri-MG Intra Asia Airlines (Yakarta, Yakarta-Halim)
- United Parcel Service (Bangkok, Bombay, Colonia/Bonn, Dubái, Hong Kong, Manila-Clark, Sídney, Taipéi-Taoyuan)

## Estadísticas

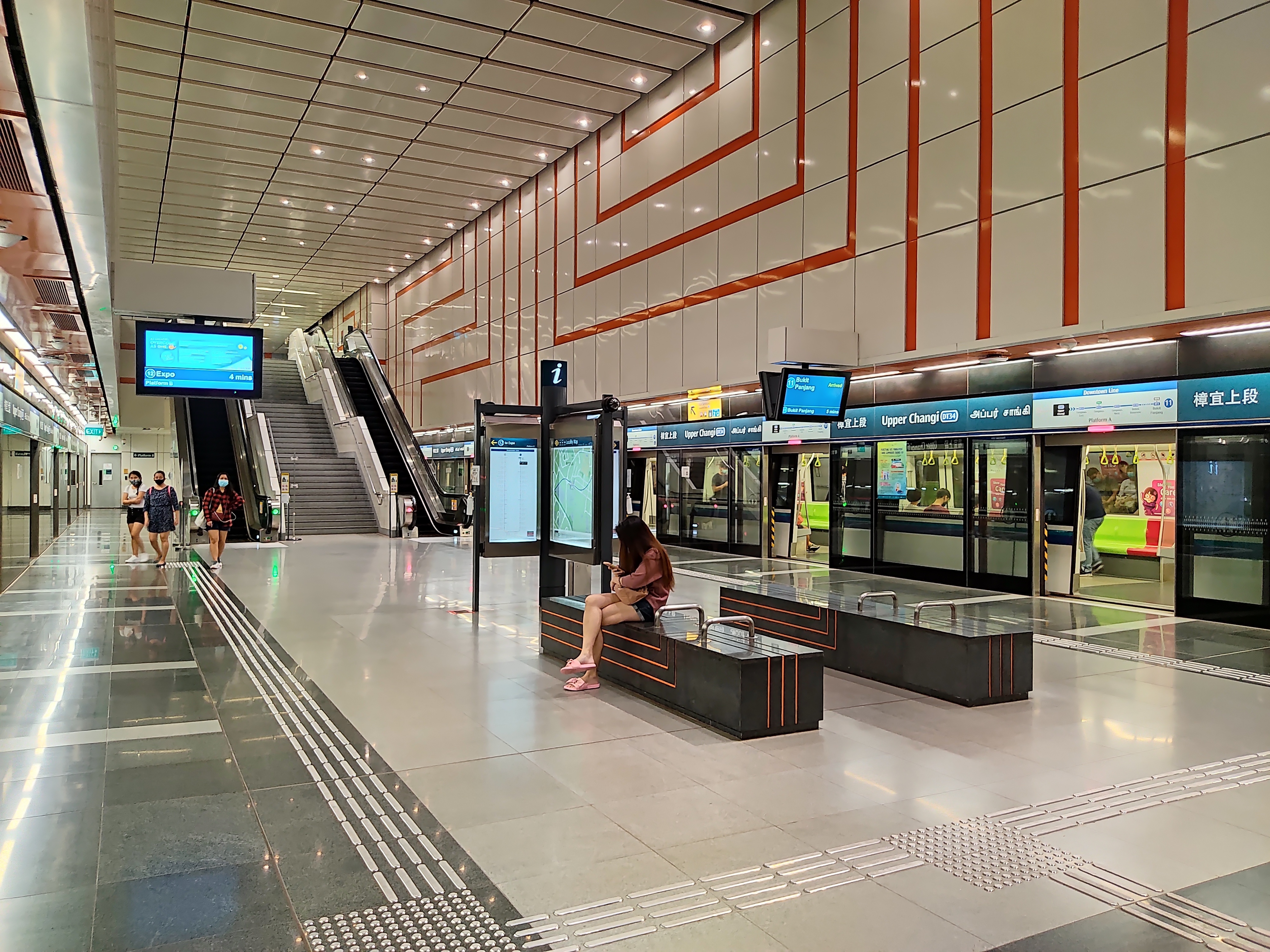
Estación Changi Airport del MRT

Mapa del MRT

Ver fuente y consulta Wikidata.